# Nécropole nationale de Bras-sur-Meuse
La Nécropole nationale de Bras-sur-Meuse est un cimetière militaire français situé sur le territoire de la commune de Bras-sur-Meuse dans le département de la Meuse, en région Grand Est.

## Historique
La nécropole de Bras a été aménagée de 1919 à 1925. De 1932 à 1934 y furent regroupés des corps exhumés de cimetières militaires de la rive droite de la Meuse, dont celui de Mouilly.
En 1961 on y a transféré les dépouilles de soldats tombés au cours de la Seconde Guerre mondiale provenant de différents lieux du département de la Meuse.
Le cimetière militaire de Bras a été rénové en 1990.

## Caractéristiques
D'une superficie de 3,2 ha, la nécropole compte 6 537 morts dont : 4 537 en tombes individuelles et 2 000 regroupés en deux ossuaires. Il s'agit des corps de soldats français : 6 386 de la Première Guerre mondiale et 151 de la Seconde Guerre mondiale.

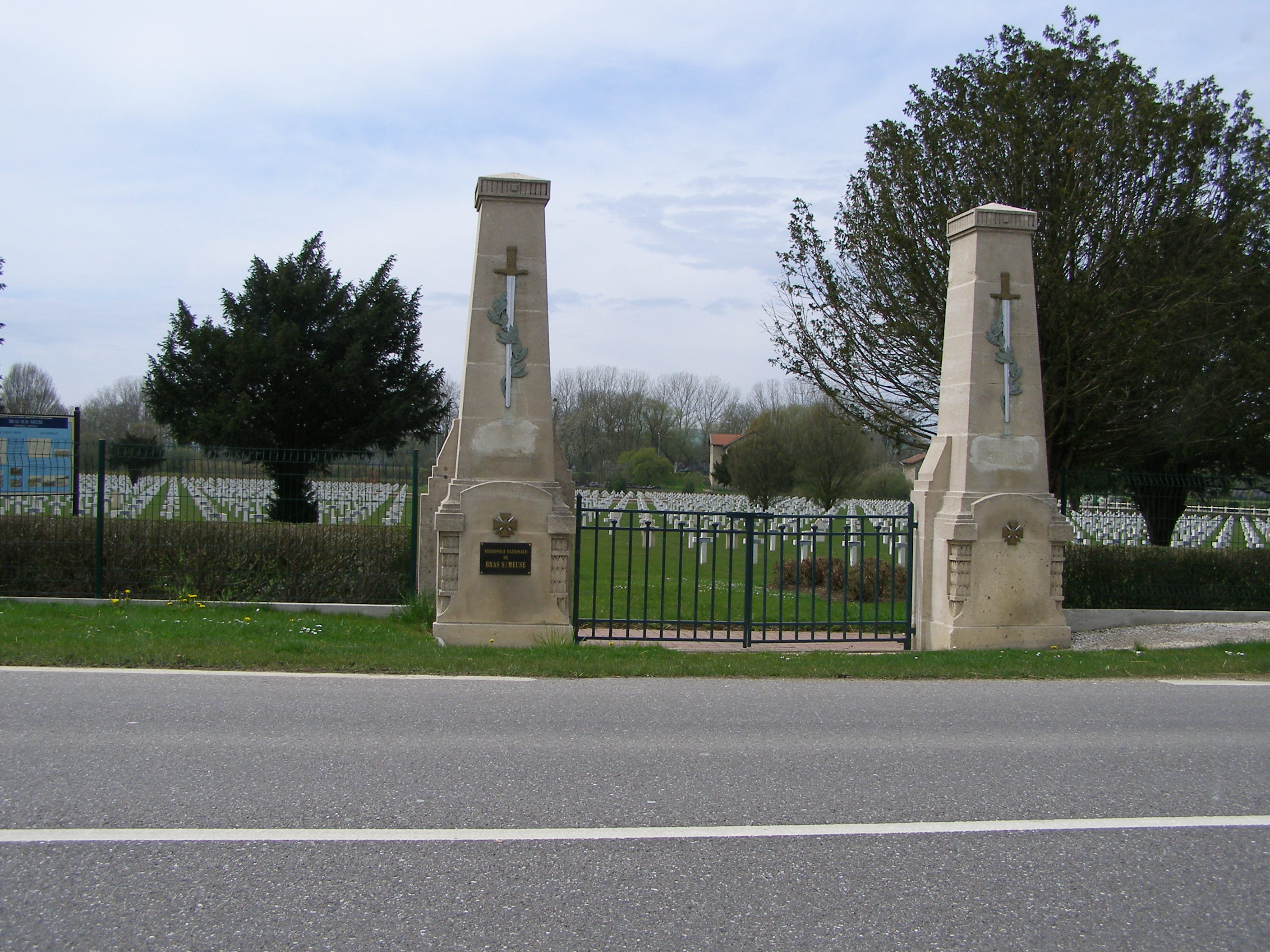
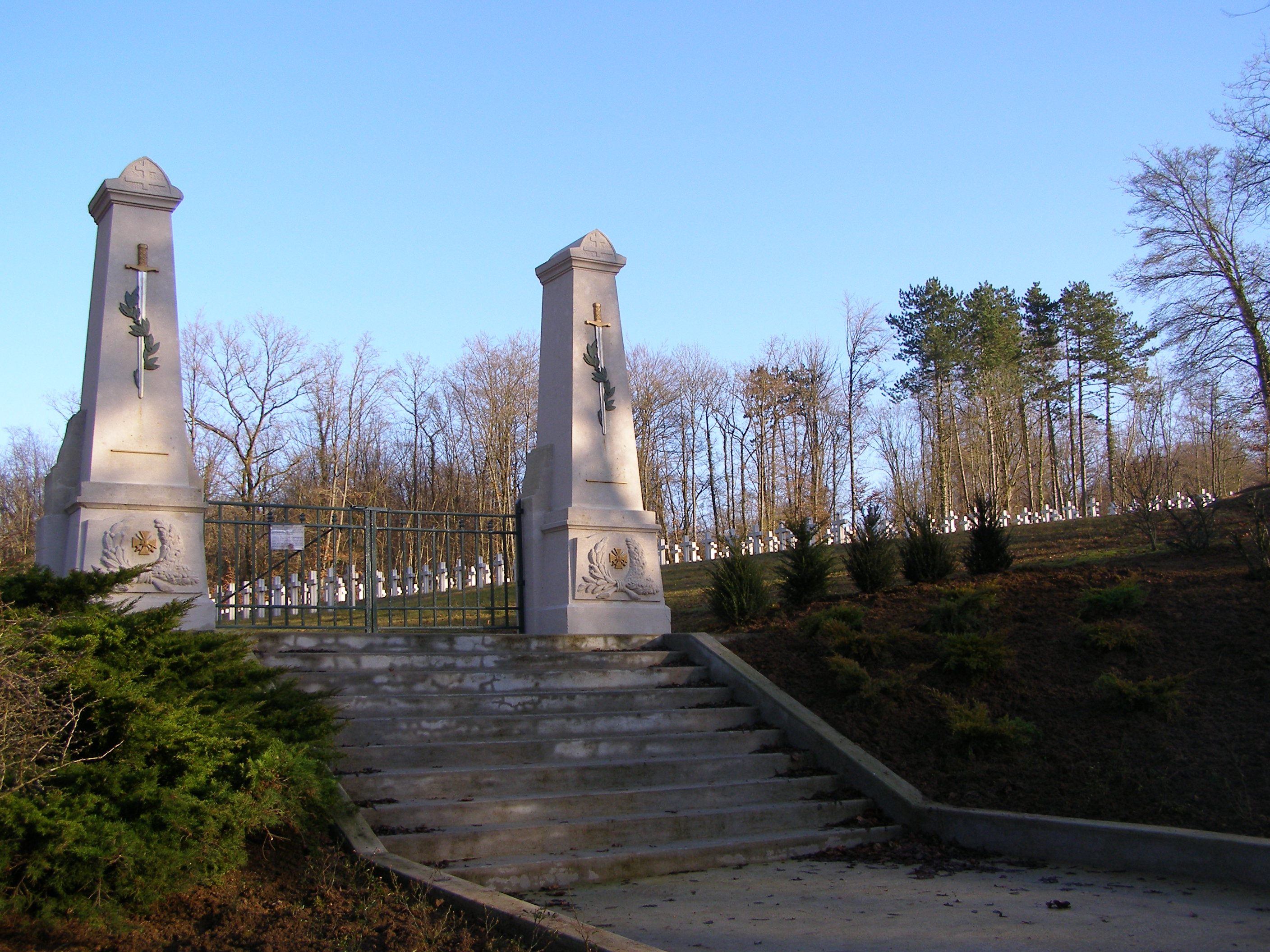
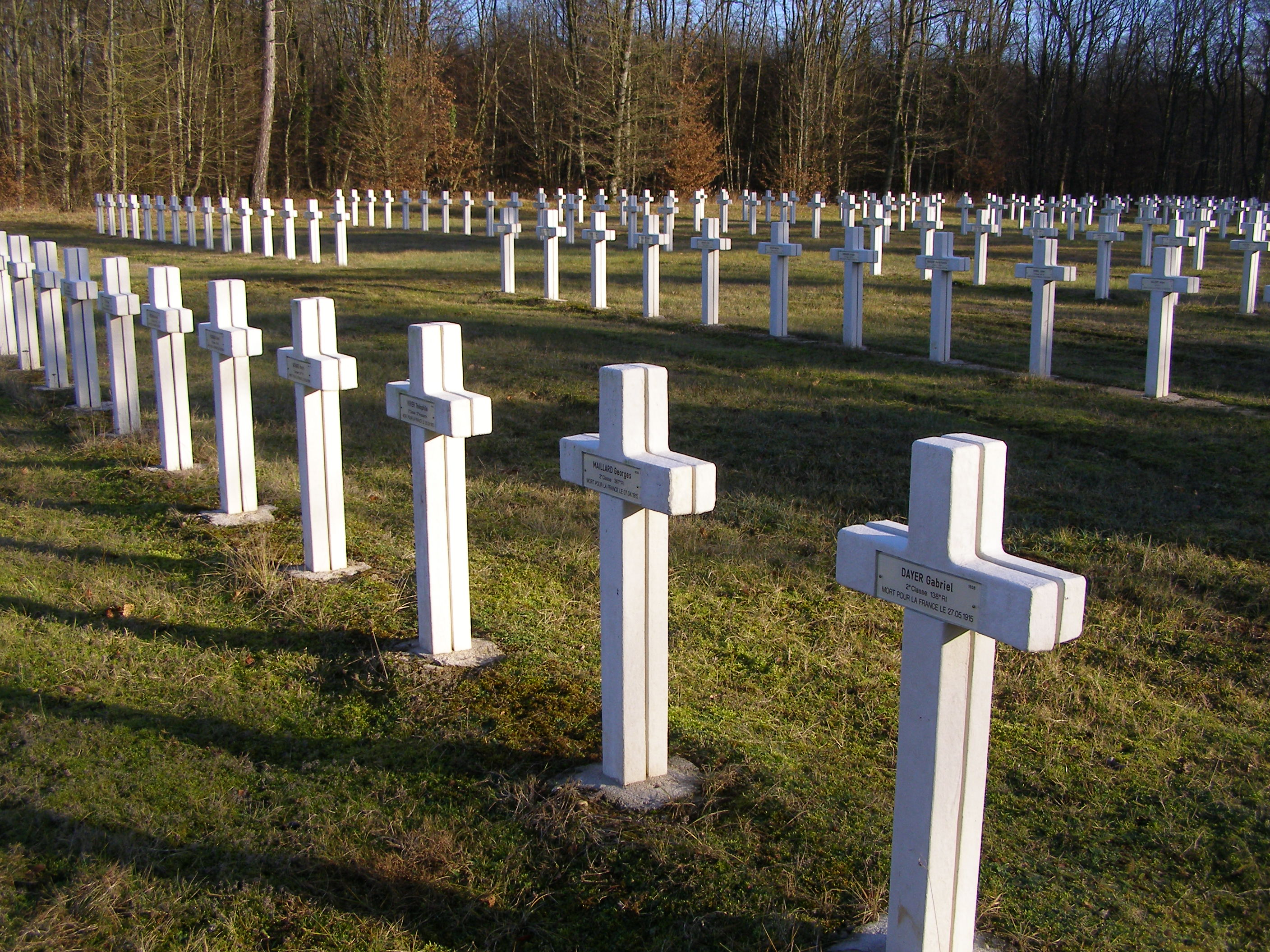
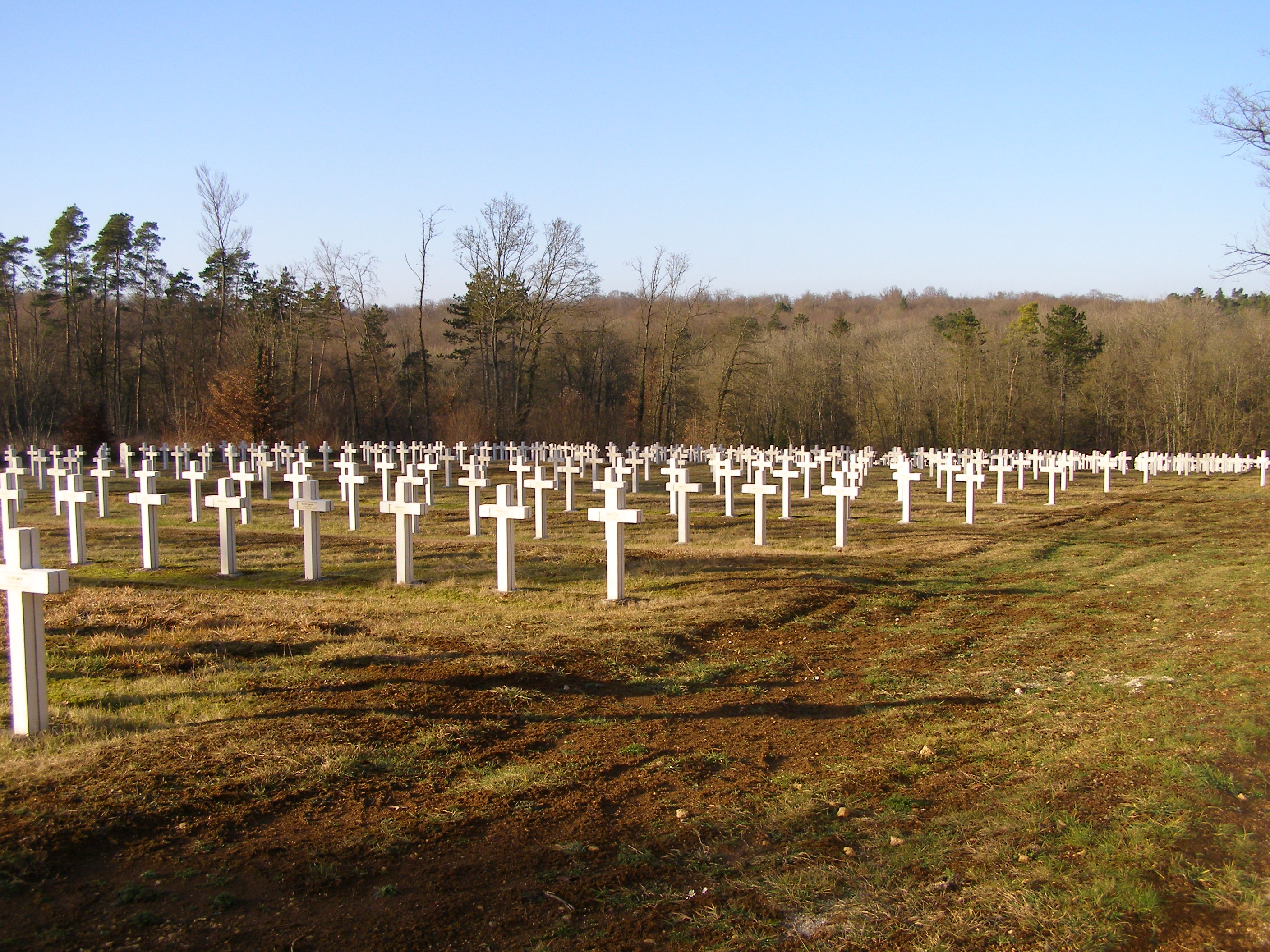